# Skovsalat
Skovsalat (Mycelis muralis) er en flerårig plante i kurvblomst-familien. Den har som regel fem gule blomster i kurvene. Arten vokser i skove og er den eneste i slægten Mycelis.

## Beskrivelse
Skovsalat er en 40-100 centimeter høj, glat urt med mælkesaft og lyreformede, stilkede rosetblade. Stængelbladene er fjersnitdelte med et stort trekantet-hjerteformet endeafsnit og mindre sideflige. De gule blomster sidder i en stor top. Der er som regel 5 blomster med ægte tungeformede kroner i hver kurv, der har kurvsvøbblade i to kranse og er cirka 1 centimeter i diameter. Frugtens næb er 1 millimter langt og den hvide fnok er fjerformet.

## Udbredelse
Arten er udbredt i Europa, Nordafrika og Sydvestasien.
I Danmark er Skovsalat almindelig i skove. Den blomstrer i juli og august.